# لي جونغ-هو
لي جونغ-هو هو لاعب كرة قدم كوري جنوبي في مركز الهجوم، ولد في 31 يوليو 1986 في كوريا الجنوبية. لعب مع نادي غيلانغ إنترناشونال.